# Між нами (фільм, 2013)
«Між нами» — українська документальна стрічка, дебютна робота української режисерки Катерини Горностай
Катерина Горностай заявила, що створила документальний цей фільм, оскільки вважає, що документальне кіно дає митцю певну свободу, воно не потребує особливих фінансів, й ти можеш його знімати коли завгодно "просто бери камеру і знімай".

## Сюжет
Стрічка про те, як ми пам'ятаємо, коли у наших коханих дні народження і знаємо, який вони люблять чай, але забуваємо випадковий дотик, швидкоплинний погляд, неістотні балачки. Проте в деяких випадках, таких як швидка розлука – все це викарбовується в пам'яті.
Це розповідь про любовний трикутник: чоловіка, його ровесницю-дружину та її старшого коханця. Зрештою, фільм досить ощадливий щодо відвертості, тема адюльтеру тут тільки позначається, а самі стосунки, зрештою, обмежуються сімейною парою, яка показана здебільшого у побуті. Коханець представлений статичними планами та кількома реченням, про контекст яких можна тільки здогадуватися. Відтак фільм видається надто аутичним, більше орієнтованим для домашнього архіву, ніж для ширшої аудиторії.

## Реліз
Прем'єра фільму відбувалась на кінофестивалі «Молодість» у 2013 році і отримала багато схвальних відгуків від критиків та глядачів.

## Відгуки
Деякі українські кінокритики назвали «Між нами» — однією з найкращих українських короткометражних робіт 2013 року.» Найбільше критики похвалили стрічку за її сюжет та операторську роботу.